# (72661) 2001 FB48
(72661) 2001 FB48 – planetoida z pasa głównego asteroid okrążająca Słońce w ciągu 4,95 lat w średniej odległości 2,9 j.a. Odkryta 18 marca 2001 roku.